# Dżabal Jibir
Dżabal Jibir (ar. جبل يبر) – góra znajdująca się w Zjednoczonych Emiratach Arabskich w paśmie Al-Hadżar blisko granicy z omańską eksklawą Madha, będąca najwyższym szczytem tego kraju (1517 m n.p.m.). Uznawany jest przez niektóre źródła za najwyższy punkt kraju, jednak najwyżej położonym miejscem ZEA jest zbocze góry Dżabal al-Dżajs (1910 m n.p.m.), której szczyt (1925 m n.p.m.) leży już po omańskiej stronie granicy. Dżabal Jibir leży kilkanaście kilometrów od najbliższej drogi, a dostępny jest samochodem tylko do wysokości ok. 1300 m n.p.m.